# Michael Fitzgerald (labdarúgó)
Michael Fitzgerald (Tokoroa, 1988. szeptember 17. –) új-zélandi válogatott labdarúgó.

## Nemzeti válogatott
2011-ben az új-zélandi válogatottban 3 alkalommal szerepelt.

## Statisztika
| Új-zélandi válogatott | Új-zélandi válogatott | Új-zélandi válogatott |
| Időszak               | Mérk.                 | gól                   |
| --------------------- | --------------------- | --------------------- |
| 2011                  | 3                     | 0                     |
| Összesen              | 3                     | 0                     |